# Dinkelacker

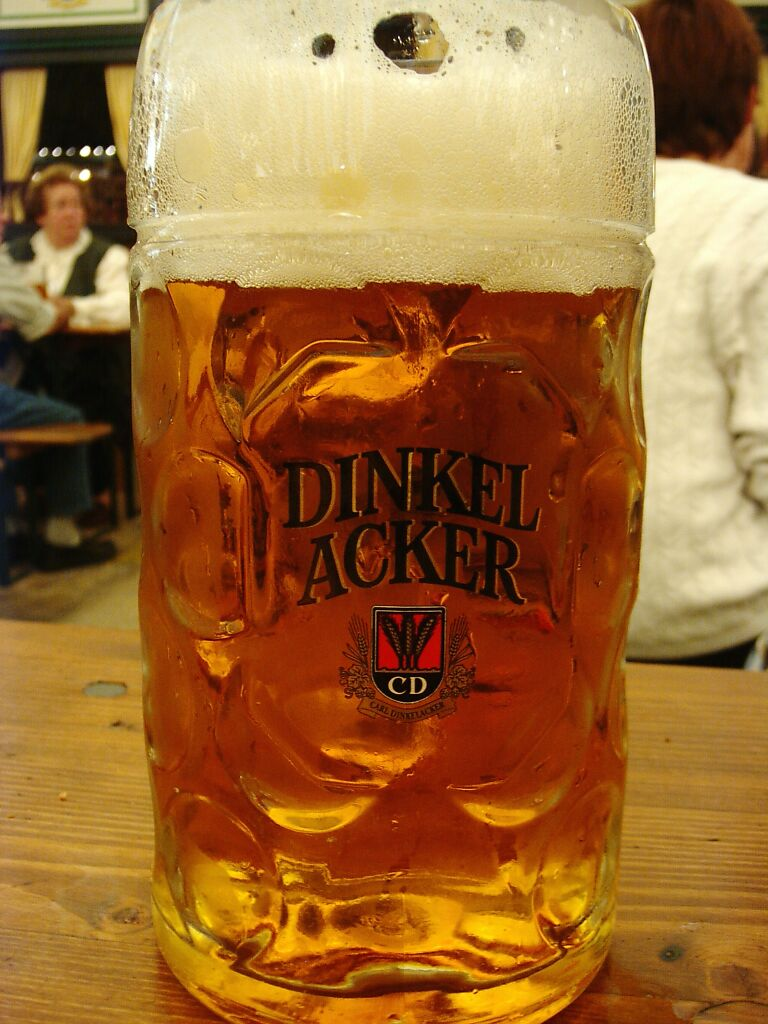
Caneca da Cerveja Dinkelacker no Stuttgart Beer Festival.

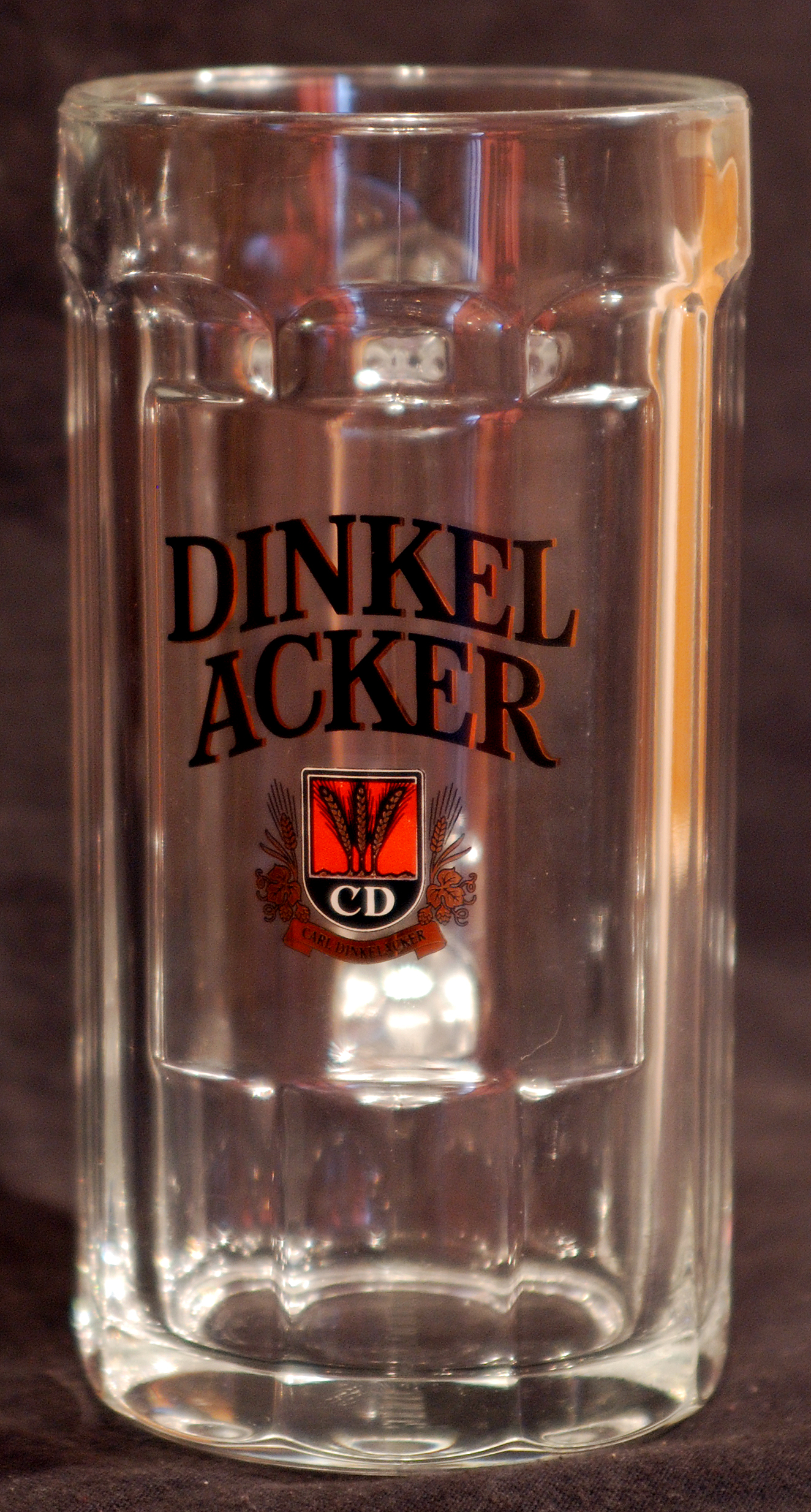
Copo de vidro da Dinkelacker

Dinkelacker é uma cervejaria alemã localizada em Stuttgart, Baden-Württemberg.
Dinkelacker foi fundada por Carl Dinkelacker na Stuttgart Tübinger Straße em 1888. A companhia ainda continua na mesma região. Entretanto eles têm bastante cervejarias na região de Stuttgart, e, no fim do século XIX, Dinkelacker era a maior cervejaria de Stuttgart, a capital do Reino de Württemberg.